# Reife Blüten
Reife Blüten (Originaltitel:  Untamed Youth) ist ein US-amerikanisches Filmdrama von Howard W. Koch aus dem Jahr 1957. Es entstand nach dem Drehbuch von John C. Higgins nach der Geschichte von Stephen Longstreet. Seine Premiere feierte der Film am 10. März 1957 in den USA. In die deutschen Kinos kam er am 19. Juli 1957.

## Handlung
Die Schwestern Jane und Penny Lowe werden auf ihrer Reise nach Los Angeles wegen Landstreicherei und Erregung öffentlichen Ärgernis verhaftet, weil sie nackt in einem See gebadet haben. Die Richterin stellt die beiden Mädchen vor die Wahl, entweder für 30 Tage ins Gefängnis zu wandern oder ihre Strafe auf einer Farm abzuarbeiten. Nicht ahnend, dass der gewissenlose Rancher Trump die Polizei bestochen und die Richterin heimlich geheiratet hat, um an billige Arbeitskräfte zu gelangen, wählen die Mädchen die Arbeit auf dem Land. Doch die jugendlichen Arbeiter leiden auf den Baumwollfeldern unter unmenschlichen Arbeitsbedingungen. Lediglich die abendlichen Rock-’n’-Roll-Sessions unter den Jugendlichen stärken die Moral. Als Bob Steele, Sohn der Richterin, als Angestellter auf die Farm kommt, bemerkt er die brutalen Arbeitsverhältnisse. Als eine schwangere Arbeiterin während der Arbeit auf den Feldern stirbt, berichtet Bob seiner Mutter von den unwürdigen Umständen auf der Ranch. Mit Hilfe der Richterin werden die Ungerechtigkeiten aufgedeckt und Trump verhaftet. Bob hat sich in Penny verliebt und übernimmt mit ihr die Leitung der Farm. Jane gelingt der Einstieg ins Showgeschäft.

## Rezeption
Das Lexikon des internationalen Films beschreibt den Film als „eine chaotische Mischung aus Pseudo-Sozialkritik, Satire und eingestreuten Rock-’n’-Roll-Nummern.“
Beim englischsprachigen Filmportal Rotten Tomatoes geben nur 9 % der Zuschauer dem Film eine positive Bewertung.

## Synchronisation
Die deutsche Synchronisation fand 1957 bei der RIVA-Synchron in München statt.

## Soundtrack
Die von Mamie Van Doren gesungenen Lieder Salamander und Go, Go, Calypso wurden 1957 als Single veröffentlicht. Die EP-Veröffentlichung ist um die Lieder Oo Ba La Baby und Rollin’ Stone erweitert.
Der Eddie-Cochran-Titel Cotton Picker wurde erst 1971 auf Vinyl veröffentlicht.